# Elezioni locali in Corea del Nord del 2011
Le elezioni delle assemblee popolari provinciali, municipali, cittadine, delle contee e dei distretti in Corea del Nord del 2011 si tennero il 24 luglio. 
Furono eletti 28 116 deputati delle assemblee popolari provinciali, municipali, cittadine, delle contee e dei distretti.
L'affluenza fu del 99,97% e i candidati ricevettero un tasso di approvazione del 100%.